# Kapitulní síň

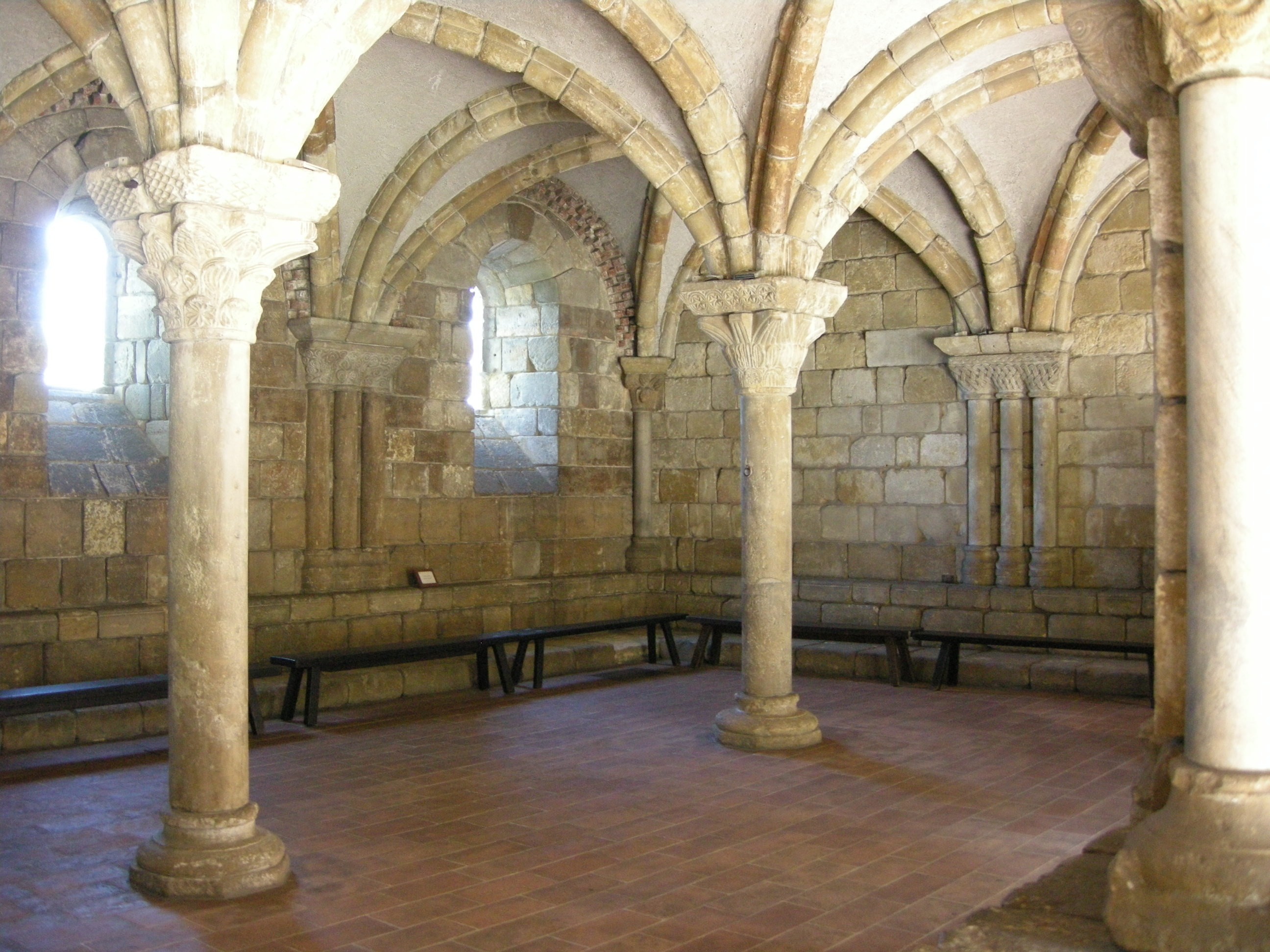
Kapitulní síň v klášteře Pontaut (Francie)

Kapitulní síň (od lat. capitulum, shromáždění) je prostor, kde se schází kapitula, tedy slavnostní shromáždění komunity (konventu) kláštera nebo diecézní kapituly (sbor kanovníků).

## Charakteristika
Kapitulní síň obvykle přiléhá ke křížové chodbě ve východním křídle klášterní klauzury a s konventním kostelem patří k hlavním částem klášterních areálů. Zpravidla se jedná o velké a dosti zdobné prostory. Jejich původním účelem bylo společné setkávání klášterní komunity buď k jednání nebo k předčítání textů. V některých klášterech tomuto účelu slouží dodnes, jinde jsou již pouze historickou součástí areálu. 
Obvyklé rozvržení kapitulní síně je takové, že v čele místnosti se nachází oltář a křeslo pro představeného. Zbytku komunity slouží lavice, rozestavěné podél zdí, zhruba vprostřed místnosti se pak může nacházet pulpit. 

## Galerie

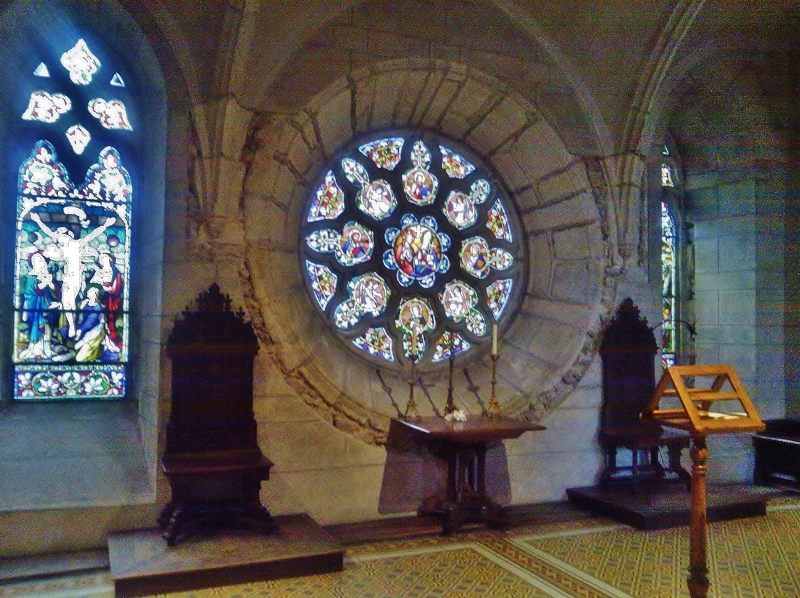
Kapitulní síň cisterciáckého kláštera ve Vyšším Brodě
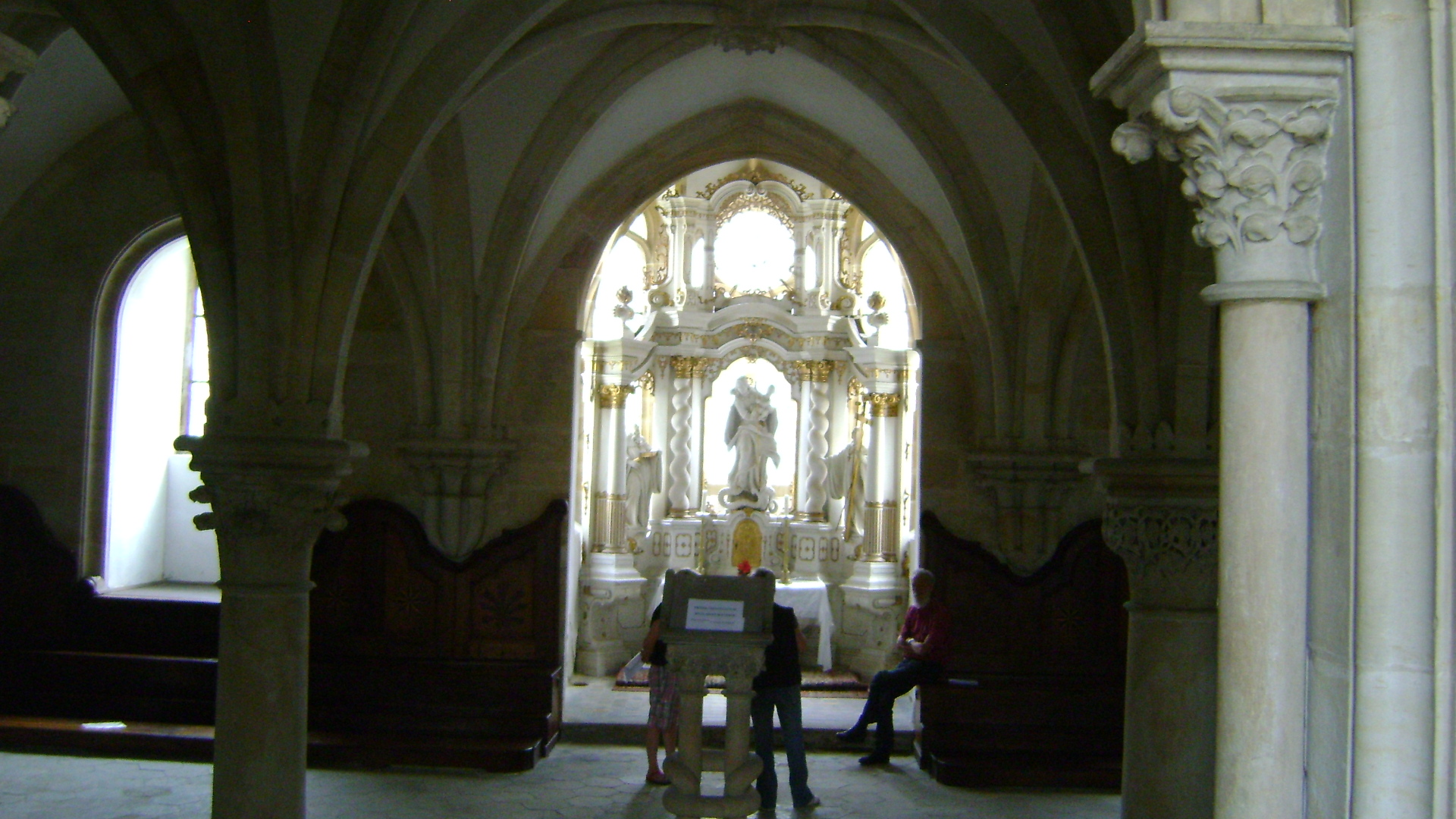
Kapitulní síň cisterciáckého kláštera v Oseku u Duchcova.
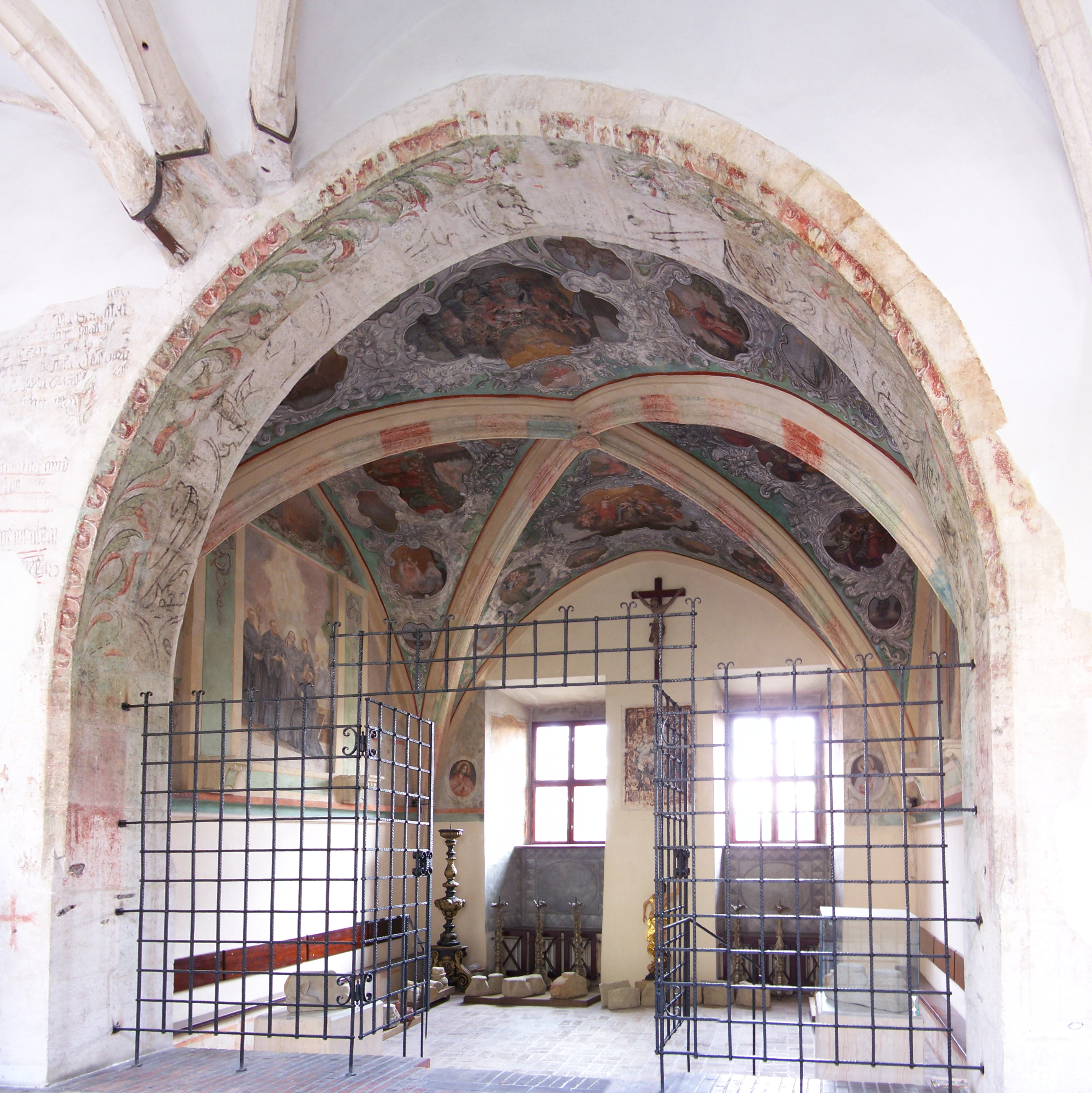
Kapitulní síň benediktinského kláštera Tyniec (Polsko).
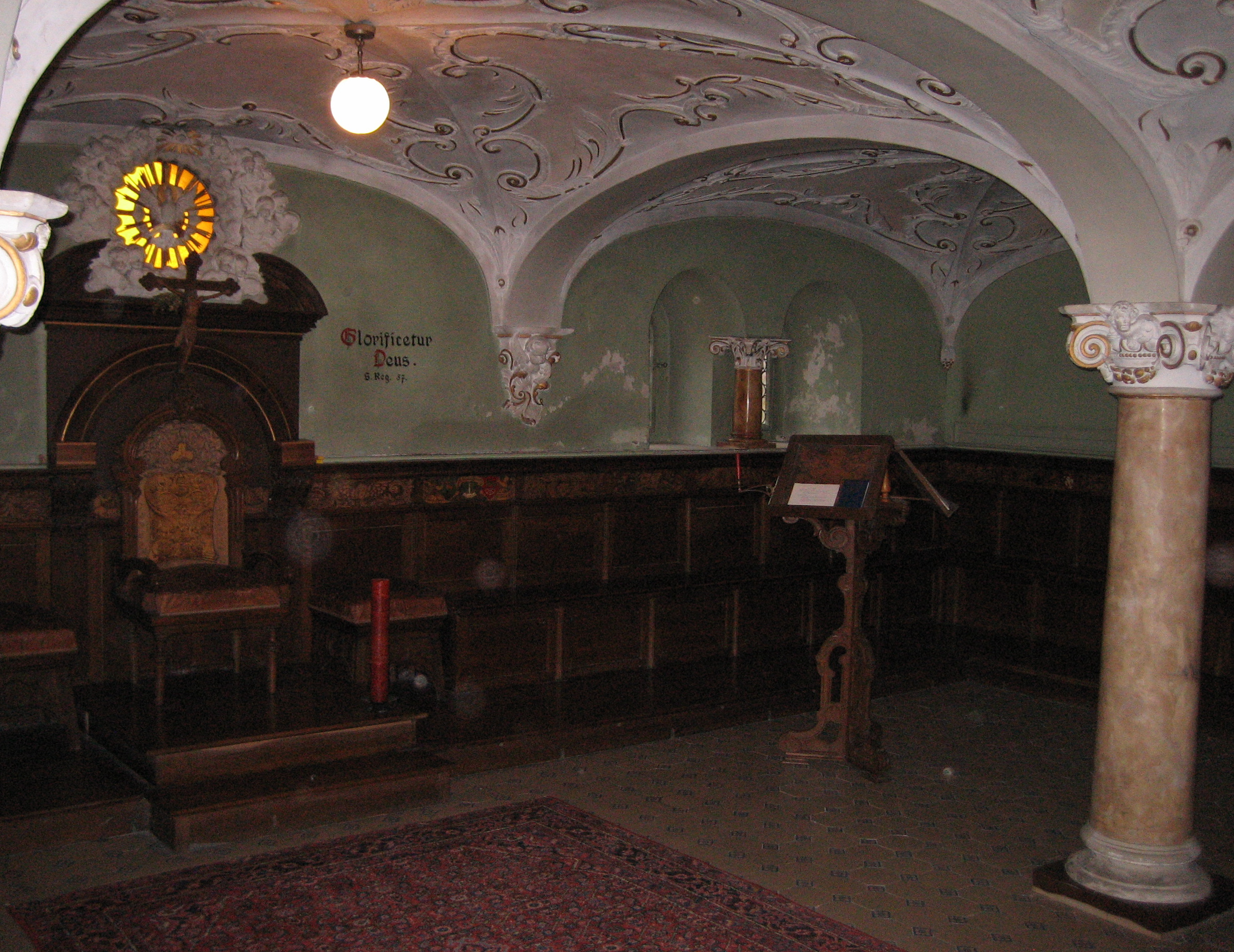
Kapitulní síň v klášteře Mariazell-Wurmsbach (Švýcarsko).